# Carmen Kirchweger
Carmen Kirchweger (* 1978 in Steyr) ist eine österreichische Filmeditorin und Regisseurin.

## Leben und Wirken
Kirchweger studierte von 1997 bis 2001 MultiMediaArt an der Fachhochschule Salzburg und schloss mit dem Diplom ab. Thema der Diplomarbeit war „Ästhetik von Musikvideos – Magie des Alltäglichen“.
Sie arbeitete in mehreren Filmprojekten mit dem Filmproduzenten Jörg Bundschuh zusammen. Ihre Spezialität ist der Schnitt von Dokumentarfilmen. Mehrere der von ihr geschnittenen Filme erhielten Preise. So erhielt der Dokumentarfilm Memory Books (2007) über eine Initiative in Uganda, die mit HIV-infizierten Eltern und deren Kindern arbeitet, den Prix des Jeunes Europèenes des FIPA-Festivals Biarritz und den International Grand Prix for Author‘s Documentaries Monte Carlo. Das dokumentarische Porträt Eileen Gray – Einladung zur Reise (2006), über die irische Designerin und Architektin Eileen Gray,  wurde vom Fifa Festival Montreal als bestes Porträt ausgezeichnet.
Erstmalig Regie führte sie für den Film Disco Fox (2023), der das Training und die Erstbegehung einer Bigwall in Grönland durch den Frauenexpeditionskader des Deutschen Alpenvereins von 2020 bis 2022 begleitet. Den Film entwickelte sie innerhalb des DOK.lab 2020/21, der „Autor*innenwerkstatt für nonfiktionale Projekte“ der Münchner Filmwerkstatt. Premiere hatte er 2024 beim Internationalen Dokumentarfilmfestival  München (DOK.fest).
Kirchweger ist Mitglied der Deutschen Filmakademie.

## Filmografie (Auswahl)
- 2004: Tage und Nächte in Paris (Dokumentarfilm)
- 2004: Deutschland gegen Deutsch (Dokumentarfilm)
- 2005: To Tulsa and back – On Tour with JJ Cale (Dokumentarfilm)
- 2006: Eileen Gray – Einladung zur Reise (Dokumentarfilm)
- 2007: Memory Books – Damit du mich nie vergisst (Dokumentarfilm)
- 2009: Good Bye Tibet (Dokumentarfilm)
- 2010: All You Need Is Klaus (Dokumentarfilm)
- 2011: Wader Wecker Vater Land (Dokumentarfilm)
- 2014: Das Hotelzimmer
- 2014: Haindling – und überhaupts... (Dokumentarfilm)
- 2014: 7 Tage im September (Dokumentarfilm)
- 2016: Der seltsame Klang des Glücks (Dokumentarfilm)
- 2017: Ganz große Oper (Dokumentarfilm)
- 2018: Safari – Match Me If You Can
- 2019: Wer 4 sind – Die Fantastischen Vier (Dokumentarfilm)
- 2023: Tatort: Königinnen
- 2023: Disco Fox (Dokumentarfilm)